# Хован, Михал
Михал Хован (словац. Michal Chovan; род. 23 ноября 1987, Зволен, Среднесловацкий край) — словацкий хоккеист, правый нападающий. Выступает за ХКм «Зволен» в Словацкой Экстралиге.

## Карьера
Воспитанник хоккейной школы ХКм «Зволен». Выступал за ХКм «Зволен», ХК «07 Детва».
В составе национальной сборной Словакии провёл 2 матча (1 гол).